# 吳鳳北路
吳鳳北路（Wufeng N.Rd.）為臺灣嘉義市南北向的重要道路之一。南以垂楊路為界，銜接吳鳳南路；北接林森西路。

## 沿經行政區域
- 東區

## 車道配置
- 全線雙向各一車道

## 本路段客運
（由北至南）

### 嘉義市公車
| 路線編號   | 行先                            | 收費方式   | 乘車站名                       |
| ---------- | ------------------------------- | ---------- | ------------------------------ |
| 光林我嘉線 | 港坪運動公園－蘭潭              | 一段票收費 | 市政府（吳鳳北路）、嘉邑城隍廟 |
| 樂活1路    | 紅瓦里(1)全家超商－林森盧義路口 | 一段票收費 | 市政府（吳鳳北路）             |
| 樂活1路A   | 紅瓦里(1)全家超商－東洋新村     | 一段票收費 | 市政府（吳鳳北路）             |
| 樂活2路    | 竹村里活動中心－五港宮          | 一段票收費 | 市政府（吳鳳北路）、崇文國小   |

## 沿線設施
（由北至南）
- 兆豐國際商業銀行嘉興分行（379號）
- 北門圓環
- 嘉義市政府警察局第二分局北門派出所（民權路268號）
- 嘉義市政府（中山路199號）
- 陽明醫院（252號）
- 行政院雲嘉南區聯合服務中心（184號2樓）
- 嘉義市東區區公所（184號4樓）
- 嘉義城隍廟（168號）
- 嘉義市吳鳳游泳池（页面存档备份，存于）（36巷5號）